# Kakan (isla)
La Isla Kakan (en croata: Otok Kakan) es una isla croata en el mar Adriático, cerca de Sibenik. Se encuentra al oeste de Žirje, separada de ella por el canal de Zirjanska (Žirjanski kanal). En el este esta la isla de Kaprije. La isla posee una superficie de 3,39 kilómetros cuadrados. Posee unos 5,2 km de largo, con una longitud de costa de 14,28 kilómetros. El pico más alto es el Kakán (112 m). En el noroeste, hay una bahía con un pequeño restaurante.